# Laurent Lairy
 (mai 2025).
Il peut être nécessaire de l'améliorer pour respecter le principe de neutralité de point de vue. Veuillez consulter la page de discussion pour plus de détails.

 (novembre 2023).
Laurent Lairy, né 17 juin 1967 à Pouancé (Maine-et-Loire) est un homme d'affaires et dirigeant sportif français. En mars 2021, il est élu président du Stade lavallois Mayenne Football Club.

## Biographie
Cette section est promotionnelle ou publicitaire (juillet 2024). Considérez son contenu avec précaution et/ou discutez-en.

### Entrepreneuriat
En 1993, Laurent Lairy fonde la société Protecthoms, installée à Château-Gontier-sur-Mayenne, spécialisée dans les équipements de protection, d’hygiène et de sécurité pour les hommes et les femmes sur leur lieu de travail. En 2021, le groupe compte 200 collaborateurs, 13 sites et une usine de production de vêtements de travail en France. Défendant une vision RSE, il met en place la traçabilité des matières premières utilisées dans les équipements de protection pour garantir une chaîne de valeur de production propre. Il développe aussi une offre de services pour créer du lien social entre les collaborateurs et l'entreprise.

### Stade Lavallois
Sponsor du Stade lavallois depuis le début des années 2000 et actionnaire depuis 2004, Laurent Lairy est élu en 2021 à la présidence du club. Son projet à la tête du club « Actions et Vérités » : CAP2025 / Ensemble vivre un football RSSEE[style à revoir] est basé sur la notion de plaisir, pour rassembler et vibrer. Sous le slogan « Souriez, c'est du foot, c'est Laval » il fixe 3 objectifs principaux : le retour en Ligue 2, un stade plus moderne et une équipe féminine de haut niveau. Un projet qui se résume en trois mots : Remonter, Rester et Rêver, les 3R.
Sportivement, les chantiers sont nombreux pour le club qui évolue en National depuis 2017 et a perdu, à la fin de la saison 2018-2019, son statut de professionnel. Embauche d'Olivier Frapolli, remaniement total de l'équipe (seuls 4 joueurs sont issus de la saison précédente), nouvelle méthode de recrutement sur le savoir-être et système 3-5-2 : les Tangos enchaînent 20 victoires en 28 matchs. L'objectif de retour en Ligue 2 est atteint dès la saison 2021-2022 avec la montée du club et le premier titre de champion de National en 120 ans d'histoire. Au début de la saison 2022-2023, Laurent Lairy dit « se tenir prêt » pour la Ligue 1. Ce début d'année 2025, bien que le Stade Lavallois soit en bonne santé financière, le Président a alerté sur les dangers à long terme pour le football français, appelant à un dialogue constructif pour surmonter les défis actuels.
Début 2023, Laurent Lairy annonce la réouverture du centre de formation du Stade Lavallois fermé au moment de la descente du club en National. Former les jeunes et les intégrer aux équipes est une démarche importante et inscrite dans l'histoire du club. Lors de cette annonce, un point suscite des réactions : une participation financière sera demandée aux familles. Une démarche inédite dans le monde du foot mais qui s'inscrit dans la volonté de création de valeur entre le jeune, sa famille et le club. « J'estime que ce qui est gratuit n'a pas de valeur » déclare Laurent Lairy. Son ambition, pour le centre de formation, est de privilégier la qualité à la quantité et de sortir d'une détection directe purement sportive pour orienter les candidatures sur des notions de savoir-être, d'environnement du joueur et de qualités sportives.
Pour Laurent Lairy, le Stade Lavallois se doit d'être vertueux dans sa responsabilité sociale, sociétale, environnementale et économique (RSSE). Contrats longs pour les joueurs et le staff, accueil chaleureux des supporters adverses ou encore éclairage du stade Francis-Le-Basser en LED et tri sélectif caractérisent le club Lavallois.
Le 28 février 2025, Laurent Lairy publie « Ma Petite Voix », un manifeste explorant l’importance de l’écoute intérieure face aux incertitudes de la vie. S’appuyant sur ses expériences personnelles en tant qu’entrepreneur et dirigeant, il invite les lecteurs à découvrir le pouvoir de leur « petite voix » pour construire des projets et améliorer leur quotidien.